# Suematsu Kenchō
En aquest nom japonès, el cognom és Suematsu.
El vescomte Suematsu Kenchō (末松 謙澄, 30 de setembre de 1855 – 5 d'octubre de 1920) va ser un polític, intel·lectual i escriptor japonès, que va viure durant els períodes Meiji i Taishō. A part de la mateixa activitat com a governant japonès, va escriure importants obres al Japó en anglès. Va ser retratat de forma negativa en la novel·la de Ryōtarō Shiba Saka no ue no Kumo.

## Obres
- Kenchio Suyematz, trans. Genji Monogatari : The Most Celebrated of the Classical Japanese Romances. London: Trubner, 1882.
- Baron Suematsu, A Fantasy of Far Japan; or, Summer Dream Dialogues. London: Constable, 1905.
- Kenchio Suyematsu, The Risen Sun. London: Constable, 1905.